# Hamilton Tiger-Cats
Hamilton Tiger-Cats är en professionell klubb i kanadensisk fotboll i Hamilton i Ontario i Kanada som spelar i Canadian Football League (CFL). Klubbens hemmaarena är Tim Hortons Field.
Klubben grundades genom en sammanslagning av Hamilton Tigers och Hamilton Wildcats 1950.
Tiger-Cats har vunnit Grey Cup åtta gånger, senast 1999.